# Eisenbahnunfall von Torre del Bierzo

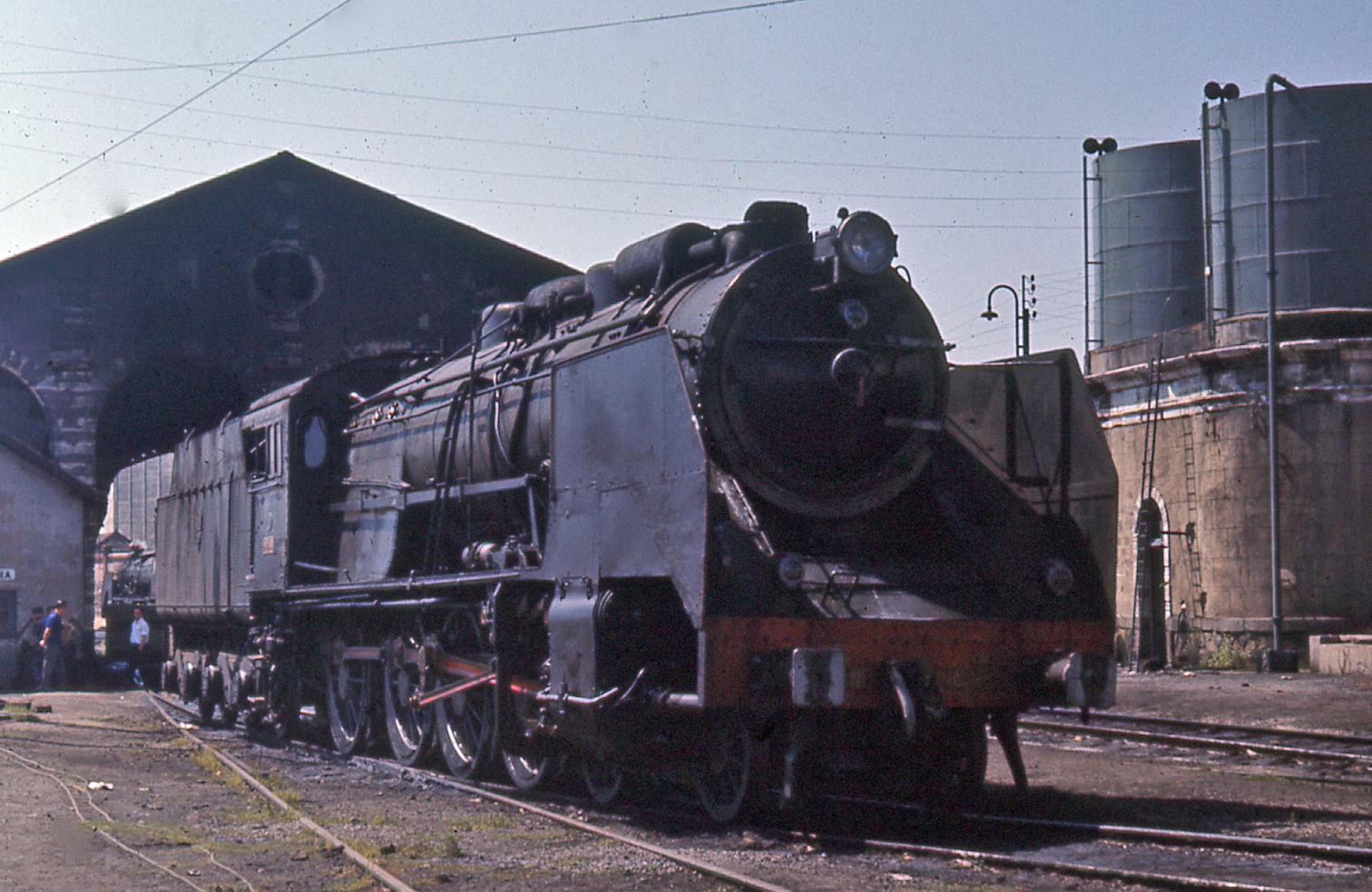
Lokomotive der Baureihe 240 F der RENFE, wie sie vor dem verunglückten Schnellzug im Einsatz waren

Der Eisenbahnunfall von Torre del Bierzo beruhte auf einem Bremsversagen, das am 3. Januar 1944 letzten Endes drei Züge der RENFE westlich des Bahnhofs von Torre del Bierzo in der Provinz León, Spanien, auf der Bahnstrecke Madrid–A Coruña zur Kollision brachte. Die offiziell genannte Zahl der Toten betrug 78. Heutige Schätzungen der Zahl der Todesopfer liegen aber sehr viel höher. Es könnten mehr als 500 Passagiere und Eisenbahner gewesen sein.

## Ausgangslage
Der Nachtschnellzug von Madrid nach A Coruña hatte am Abend des 2. Januar 1944 um 20 Uhr 30 seinen Ausgangsbahnhof verlassen. Der Zug wurde von zwei Dampflokomotiven der Baureihe 240 F gezogen und bestand aus 12 Wagen, die alle aus Stahlrahmen mit hölzernem Aufbau bestanden und eine Gasbeleuchtung hatten. Bei einem Zwischenhalt in Astorga hatte der Zug bereits zwei Stunden Verspätung und Probleme mit den Bremsen, die dort erneut kontrolliert wurden. Später musste eine der Lokomotiven wegen eines Heißläufers aus dem Zugverband genommen werden. Der Zug hatte nun drei Stunden Verspätung. Die Probleme mit den Bremsen bestanden weiter, auch als der Zug bei Branuelas durch erhebliches Gefälle fuhr. Trotzdem entschieden die Verantwortlichen, den Zug weiterfahren zu lassen.

## Unfallhergang
Planmäßig hätte der Zug in Albares halten müssen. Aber obwohl auch alle Handbremsen angezogen waren und der Triebfahrzeugführer mit der Sandstreueinrichtung versuchte, die Reibung zwischen Gleis und Schiene zu erhöhen, konnte der Zug in dem starken Gefälle nicht mehr zum Halten gebracht werden. Der Fahrdienstleiter von Albares informierte sofort den Bahnhof Torre del Bierzo von dem Zwischenfall. Dort war gerade eine Rangierlokomotive mit drei Wagen streckenabwärts geschickt worden. Hinter dem Bahnhof befand sich der Tunnel Nr. 20.
Personal des Bahnhofs Torre del Bierzo versuchte noch, Bahnschwellen auf die Gleise zu legen, was aber keinen Einfluss auf den Schnellzug hatte, der die Station mit angezogenen, aber wirkungslosen Bremsen durchfuhr und in den Tunnel Nr. 20 hinein fuhr. Dort traf er von hinten auf den rangierenden Zug auf, dessen zwei letzte Wagen sich noch im Tunnel befanden. Die Wagen des rangierenden Zuges wurden bei dem Aufprall zertrümmert, ebenso die ersten sechs Wagen des Schnellzugs. Die Holzwagen fingen sofort Feuer, das sich am Gas der Beleuchtung entzündete. Außerdem zerstörte der Unfall die neben dem Gleis verlaufenden Signalleitungen.
Die gleiche Strecke befuhr bergwärts ein Güterzug, der in 27 Güterwagen Kohle transportierte. Aufgrund der durch den Unfall zerstörten Signalleitungen zeigte das für ihn verbindliche Signal vermeintlich „Fahrt frei“. Der Lokomotivführer des Güterzugs fuhr in den Tunnel Nr. 21 ein, ohne etwas von den vor ihm liegenden verunglückten Zügen zu ahnen. Der unverletzte Lokomotivführer des rangierenden Zuges lief ihm noch entgegen und versuchte ihn zu warnen. Der Güterzug konnte aber seine Geschwindigkeit nur noch verringern, den Aufprall auf die beiden verunglückten Züge aber nicht mehr verhindern. Der Lokomotivführer des rangierenden Zuges und vier Eisenbahner des Güterzuges starben dabei.

## Folgen
Der Brand der Trümmer dauerte zwei Tage an und machte Hilfe nahezu unmöglich. Ebenso konnten anschließend die meisten Opfer nicht mehr identifiziert werden.
Die strikte Pressezensur unter dem Regime des Diktators Francisco Franco unterdrückte das wahre Ausmaß der Katastrophe. Die offiziell genannte Zahl der Toten betrug 78. Da es nur Schätzungen dazu gab, wie viele Menschen sich in den Zügen bei dem Unfall aufhielten und die Unterlagen zu dem Unfall nach dem Ende der Diktatur nicht mehr aufzufinden waren, wird die genaue Zahl der Toten nicht mehr ermittelt werden können. Heutige Schätzungen benennen 200–250 Tote. Es könnten aber auch mehr als 500 gewesen sein.

## Wissenswert
- Der Tunnel Nr. 20 wurde 1985 wegen geologischer Probleme stillgelegt.
- Ein Dokumentarfilm mit dem Titel „Tunnel Nr. 20“ gewann 2002 den Goya Filmpreis als bester Kurz-Dokumentarfilm.